# Anderson Bruford Wakeman Howe
Anderson Bruford Wakeman Howe (někdy označována zkratkou ABWH) byla progressive rocková skupina vzniklá z členů Yes. Jejími členy byli zpěvák Jon Anderson, bubeník Bill Bruford, klávesista Rick Wakeman a kytarista Steve Howe (na baskytaru hrál Tony Levin). Tito spolu nahráli většinu nejznámějších nahrávek Yes na začátku 70. let. Skupina v roce 1989 vydala jediné stejnojmenné studiové album. Poté následovalo už jen živé album, ovšem existuje ještě soubor 21 tzv. demo-nahrávek v podobě dvojalba z roku 1990 (včetně 2 snímků datovaných rokem 1979), jež však nikdy oficiálně nevyšlo. Skladba "Is it love" tohoto projektu se o rok později objevila již i na českém trhu jako součást posledního alba tandemu Jon & Vangelis "Page of life".

## Název
Přestože Anderson označoval za opětovné sjednocení Yes, ostatní členové se od tohoto názvu drželi dále. V té době totiž bylo jméno Yes vlastněno jak Andersonem, tak i Alanem Whitem (bicí) a Chrisem Squirem (baskytara), přičemž White a Squire pokračovali v nahrávání jako Yes s Tony Kayem a kytaristou Trevorem Rabinen. Také z těchto důvodů nebylo pro ABWH možné použít název Yes. Anderson navrhl název "The Affirmative" (významově podobné jako slovo yes), ale ostatní nesouhlasili. Ani návrh pojmenovat se "No" nebyl přijat a tak se nakonec skupina rozhodla pojmenovat se podle členů (podobně jako Emerson, Lake & Palmer). Na turné nazývali svou show jako An Evening Of Yes Music Plus, což byl také název pod kterým bylo ono živé album vydáno.

## Spojení s Yes
Nakonec ale ABWH i Yes své spory vyřešili a tak vzniklo album Union (Yes), které obsahovalo skladby, jež měly být původně určeny pro další alba obou skupin.
Mnoho fanoušku považuje ABWH vlastně za Yes, lišící se jen jménem.

## Diskografie
- Anderson Bruford Wakeman Howe (1989)
- An Evening Of Yes Music Plus (1993)